# Eugenio Mascareñas y Hernández
Eugenio Mascareñas y Hernández (Almagro, Ciudad Real, 1853 - Barcelona, 1934) fou un químic espanyol, el primer catedràtic de Química Inorgànica de la Facultat de Ciències de la Universitat de Barcelona (UB); considerat un dels introductors de la taula periòdica a Espanya.

## Biografia
De família d'origen gallec, nasqué a Almagro (Ciudad Real), estudià el batxillerat a l'Institut de San Isidro de Madrid (1869) i la llicenciatura en Ciències (1873) i el doctorat (1878) a la Universitat Central de Madrid. L'any següent, el 1879, obté per oposició la càtedra de Química Inorgànica de la Facultat de Ciències de la UB, plaça que ocuparà fins a la seva jubilació el 1923. Durant aquests anys fou degà de la Facultat quasi 25 anys (1900-1923) i de manera accidental ocupà el rectorat en diverses ocasions. A més de Química inorgànica impartí Química Analítica, quan aquesta disciplina s'introduí al pla d'estudis de la llicenciatura de ciències, l'any 1900, en crear-se la Secció de Químiques; a la de Farmàcia es donaven temes d'anàlisi química des de 1845, dins de l'assignatura Pràctica Farmacèutica.

## Obra
Com era habitual en els professors universitaris d'aquella època no practicà recerca experimental, però sí que fou un dels primers a reclamar mitjans econòmics i una nova organització docent per introduir de manera sistemàtica i reglada ensenyaments pràctics amb els corresponents laboratoris a les facultats de ciències. En concret en el discurs que pronuncià en la inauguració del curs acadèmic 1899-1900, es queixa de la falta de laboratoris amb un mínim de condicions i reclama la necessitat d'impulsar la recerca a la universitat perquè compleixi amb l'objectiu, al seu entendre irrenunciable, de "ser fábrica de ciencia nacional". S'integrà fàcilment a la societat barcelonina i el 1882 ingressà a la Reial Acadèmia de Ciències i Arts de Barcelona (RACAB), de la que en fou president el bienni 1908-1910. Entre les seves memòries presentades a aquesta Acadèmia en destaquen les anomenades Conferències Experimentals dirigides al públic en general i acompanyades d'experiències sovint espectaculars. A destacar, també, el paper de Mascareñas com a divulgador; en la dècada de 1880, publicà un conjunt d'articles a la revista "Crónica Científica. Revista Internacional de Ciencias", en què posava en espanyol, a l'abast del públic interessat noves contribucions fetes a diversos camp de la química, publicats en revistes alemanyes.
És autor de diversos llibres de text en els quals ja dona descripcions detallades de la Taula periòdica. En el llibre, Introducción al estudio de la química, aparegut tot just 15 anys després de la proposta inicial de Taula Periòdica de Mendeléiev, en fa una descripció detallada, n'inclou una reproducció, i ja comenta el descobriment dels nous elements, gal·li i escandi, predits per Mendeléiev – el germani no es va trobar fins al 1886– i fa una aposta decidida i convençuda sobre la bondat de la periodicitat en l'explicació i organització de la química inorgànica descriptiva. El llibre més complet i important, "Elementos de química general y descriptiva", aparegut el 1903, amplia i actualitza el tema referent a la Taula periòdica.

## Obres principals
- Introducción al estudio de la química: compendio de las lecciones explicadas en la Universidad de Barcelona. Barcelona, Redacción y Admón. de la Crónica Científica, 1884.
- Nociones de química general. Barcelona, Librería de Penella y Bosch, 1901.
- Elementos de química general y descriptiva. Barcelona, Imprenta de Pedro Ortega, 1903. 2a ed. 1913. 3a ed. Barcelona, Clarasó, 1921.
- Elementos de análisis química cualitativa. Barcelona, Impr. de Pedro Ortega, 1905.
- El aire atmosférico. Barcelona, Manuales Soler, 27, ca. 1900.